# Sonate pour piano no 1 de Szymanowski
Pour les articles homonymes, voir Sonate pour piano (homonymie).
La Sonate pour piano no 1 en ut mineur opus 8 est la première des trois sonates pour clavier de Karol Szymanowski. Composée en 1904, elle obtint le premier prix au concours Chopin de composition en 1910.

## Structure
1. Allegro moderato
2. Adagio, molto tranquillo e dolce
3. Tempo di minuetto, comodo
4. Finale, introduzione, adagio, fuga.